# Тедзука Осаму
Тедзука Осаму (яп. 手塚 治虫, 3 листопада 1928 — 9 лютого 1989) — японський манґака і аніматор. Відомий за величезний внесок, здійснений ним у справу становлення аніме і манґи.
Тедзуку часто називають «богом аніме і манґи», оскільки саме його роботи принесли цим стильовим напрямам популярність в Японії. Крім того, Тедзука справив істотний вплив на еволюцію манґи і аніме, заклавши основи їх майбутнього розвитку. Він придумав характерний стиль малюнку обличчя зі збільшеними і значно деталізованими очима. Тедзука створив його під враженням від іноземних мультфільмів того часу, таких, як «Міккі Маус» Уолта Діснея.

## Біографія
Дитинство Тедзуки минуло в місті Тойонака (префектура Хьоґо). Його сім'я належала до японської інтелігенції, і хлопчик рано познайомився з найкращими досягненнями не тільки японської, але і світової культури. Крім того, батько Тедзуки, лікар за професією, був палким любителем кіно і навіть мав удома кінопроєктор — велика рідкість в тогочасній Японії. Мати Тедзуки, своєю чергою, була прихильницею театру Такарадзука.
Хлопець успадкував від батьків обидва їх хобі, додавши до них ентомологію і пристрасть до малювання. Побачивши в 1945 році повнометражний анімаційний фільм режисера Сео Міцуйо «Момотаро — божественний моряк» («Momotarou: Umi no Shinpei»), Тедзука захопився ідеєю стати аніматором.
У 1946 році Тедзука дебютував як манґака, почавши публікувати в газеті «Mainichi» чотирьохмалюнкову манґу «Щоденник малятка Ма». Через рік, в 1947 році, Тедзука випустив манґу, що відразу зробила його знаменитістю — «Новий острів скарбів». Сюжет цієї манґи придумав Сакай Шічіма, проте прославилася вона не сюжетом, а графічною технікою і прийомами: Тедзука почав активно використовувати в манзі кінематографічні ракурси, великі плани, «розтягання» однієї сцени на декілька малюнків, звукові ефекти і підкреслення фаз руху. До того часу в манзі домінував канон тогочасних західних коміксів «один малюнок — одна сцена». Впродовж понад 200 сторінок книжкового видання манґа розповідала єдиний сюжет, наповнений захопливими пригодами. Всього було продано близько 400 тисяч її екземплярів.
Після того, як Тедзука став знаменитим, йому запропонували роботу найбільші токійські дитячі журнали. Він прийняв усі ці пропозиції. У журналі «Manga Shounen» він почав публікувати манґу «Імператор джунглів» (Jungle Taitei) (1950-1954), в журналі «Shounen» — манґу «Посол Атом» (Atom Taishi), незабаром перейменовану в «Могутній Атом» (Tetsuwan Atom) (1952-1958), а в журналі «Shoujo Club» — першу в історії Японії сьодзьо-манґу «Лицар із стрічкою» (Ribbon no Kishi) (1953-1956, 1958, 1963-1966). «Лицар» став і першою манґою з «променистими очима». Одночасно з цим Тедзука в 1952 році переїхав в Токіо.
Познайомившись ближче зі світом анімації, про що він вже давно мріяв, Тедзука був розчарований тим, що аніме не є в Японії настільки популярним, як американські мультсеріали. Для того, щоб докорінно змінити ситуацію, Тедзука в 1961 році створив анімаційну студію «Mushi Productions». Наступного року він випустив експериментальний повнометражний фільм «Історія однієї вулиці» (Aru Machikadou no Monogatari) (1962), а новий, 1963 рік, Японія зустріла з першим культовим аніме ТБ-серіалом «Могутній Атом» (Tetsuwan Atomu) (1963-1966).
Колосальний успіх «Могутнього Атома» породив справжній бум ТБ-анімації, яка спиралася на вже напрацьований манґа-матеріал. Довгі серіальні комікси ідеально екранізувалися в довгі ТБ-серіали.
У 1964 році Тедзука створює перший в історії аніме повнометражний фільм — продовження ТБ-серіалу: «Могутній Атом — космічний герой» (Tetsuwan Atom Uchuu no Yuusha).
У 1965 році «Mushi Productions» почала випуск свого першого кольорового ТВ-серіалу «Імператор джунглів» (Jungle Taitei) (1965-1966)
У 1966 році з'являється новий повнометражний експериментальний фільм Тедзуки «Картинки з виставки» (Tenrankai no E) — зображення різних людських типів, покладені на музику Чайковського.
У другій половині 1960-х екранізується велика частина написаних на той час серіалів Тедзуки. Проте комерційна цінність подальших творчих анімаційних експериментів майстра виявляється невелика. Так, ТБ-серіал «Вампір» (Vampire) (1968-1969, манґа — 1966-1967, 1968-1969), створений в техніці поєднання акторів з анімаційними персонажами, з тріском провалився. До того ж «діснєєвський» стиль Тедзуки того часу ніяк не підходив для фільму жахів.
Після цього провалу Тедзука випустив два повнометражні фільми: «Казки 1001 ночі» (Senya Ichiya Monogatari) (1969) по мотивах арабських еротичних казок і «Клеопатра» (Cleopatra) (1971) — сміливу еротичну пародію на історичні фільми з римського життя з безліччю навмисних анахронізмів. Цими роботами Тедзука заснував традицію «аніме для дорослих».
Проте в 1970 році Тедзука відходить від керівництва «Mushi Productions», а через два роки компанія банкрутує і переходить в інші руки.
1970-і роки для Тедзуки — час повернення до манґи. 1975 року він заснував студію «Tezuka Productions». Якийсь час «Tezuka Productions» займалася виданням манґи і випуском ТБ-серіалів. Проте з часом намітився інтерес Тедзуки до некомерційної анімації. Останнім комерційним проєктом студії став повнометражний фільм «Жар-птиця 2772: Космозона любові» (Hi no Tori 2772: Ai no Cosmo Zone) (1980) режисера Суґіями Таки. Для цього фільму Тедзука написав сценарій — завершення роботи всього його життя, манґи «Жар-птиця» (Hi no Tori) (1967-1971, 1976-1981).

Осаму Тедзука та його персонажі на марці

За цим великим фільмом йшли некомерційні «Стрибки» (Jumping) (1984) і «Старий фільм» (Onboro Film) (1985), що отримали перші призи на престижних міжнародних фестивалях анімації у Загребі і Хіросімі відповідно. Схожих почестей удостоїлася і остання, незавершена аніме-робота Тедзуки «Легенда лісу» (Mori no Densetsu) (1987), покладена на музику Чайковського.
У 1989 році, у віці 60 років, Тедзука помер від раку шлунку. Хоча за межами Японії його смерть майже не помітили, в самій країні вона стала національною трагедією. 1994 року в Такарадзуці був відкритий присвячений йому музей, а компанія «Tezuka Productions» підготувала до видання його повне зібрання творів і досі непогано заробляє на спадщині майстра. 1997 року були випущені марки, присвячені Тедзуці.
Прикладом неймовірної продуктивності Осаму може служити опублікована в Японії збірка «Повна збірка манґи Осаму Тедзуки» (яп. 手塚治虫漫画全集, англ. Complete Manga Works of Tezuka Osamu), що складається з практично 400 танкобонів або понад 80 тисяч сторінок. Попри назву, це лише останні перемальовування вибраних творів. Повний же список опублікованих робіт Тедзуки включає більш як сім сотень манґ, що займають близько 170 тисяч сторінок, і все одно не охоплює його творчість цілком.

## Праці
Повна творчість Тедзуки включає понад 700 томів із понад 150 000 сторінок. Серед найвідоміших творів Тедзуки це Tetsuwan Atom, Black Jack, Princess Knight, Hi no Tori, Kimba the White Lion (Jungle Emperor у Японії), Unico, Message to Adolf, The Amazing 3, Buddha та Dororo. Його «справою всього життя» був Hi no Tori (укр. Фенікс, Жар-птиця) — історія життя і смерті, яку він розпочав у 1950-х роках і продовжував до самої смерті.

## Нагорода Тедзуки
В 1971 була створена нагорода названа в честь Осами Тедзуки — Нагорода Тедзуки. Її присуджує японська компанія «Shueisha» у своєму популярному журналі «Weekly Shonen Jump». 1997 року виданням газети «Asahi Shimbun» була створена нова премія на честь Тедзуки Осаму — Культурна премія імені Тедзуки Осаму.